# Leeuwendaalder

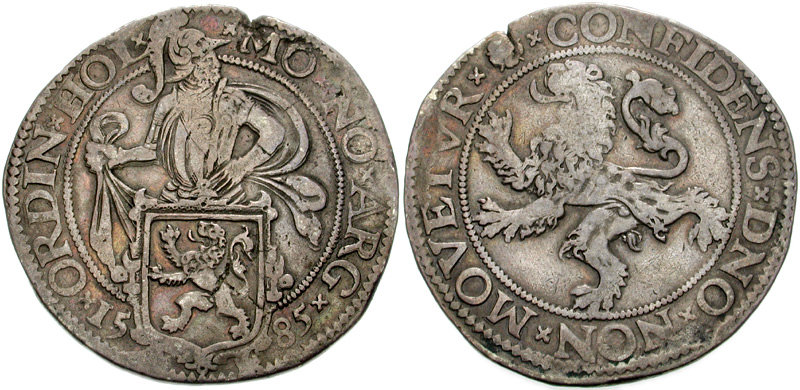
Hollandse leeuwendaalder uit 1585

De leeuwendaalder is een grote zilveren munt die voor het eerst geslagen werd door de opstandige provincies in de Nederlanden in 1575, met een afbeelding van de Hollandse leeuw.
De munt te Dordrecht van het gewest Holland was de eerste die de leeuwendaalder sloeg. Het gewicht bedroeg 27,68 gram bij een zilvergehalte van 75 %. De Hollandse daalder was de tegenhanger van de wat zwaardere philipsdaalder die sinds 1557 werd geslagen door de Spaanse overheid in de Nederlanden. Hij werd ingevoerd met een resolutie van 25 augustus 1575. Het portret van koning Philips II ontbrak, evenals diens wapen en zijn lijfspreuk. In plaats daarvan staat er op de voorzijde een ridder ten halve met het wapenschild van de provincie in de hand, met het omschrift MO NO ARG ORD HOL, Moneta Nova Argentea Ordinum Hollandiae, een Latijnse zin die betekent: 'Nieuwe zilveren munt van de Staten van Holland'. Deze zin wordt onderbroken door het jaartal. Op de keerzijde staat een Hollandse leeuw in een randschrift met de spreuk CONFIDENS DNO NON MOVETUR, Confidens Domino non movetur ofwel 'Wie op God vertrouwt is standvastig'.
De munt had een koers van 32 stuivers, drie stuivers boven de intrinsieke waarde van het zilver. Het verschil, dat in de staatskas vloeide, werd beschouwd als een belasting ten bate van de oorlogvoering. De leeuwendaalder werd al meteen in grote hoeveelheden geslagen. Als materiaal werden oudere zilveren munten gebruikt. De meeste gewesten en steden gingen eigen leeuwendaalders slaan. Deze zijn te onderscheiden aan het wapenschild bij de ridder op de voorzijde.
Bij de munthervorming van 1606 werd de leeuwendaalder geaccepteerd als een van de 'generaliteitsmunten'. De waarde steeg naar 38 stuivers, en in 1659 werd de koers op 42 stuivers gebracht. In de zeventiende eeuw werd hij vooral gebruikt in de overzeese handel, speciaal in de Levant. Door Arabische kooplieden zou de munt 'Abu Kelb' genoemd zijn, 'vader van de hond', omdat de trotse Hollandse leeuw door de moslims geringschattend een hond genoemd werd. Turken kochten met Leeuwendaalders slaven van piraten en oorlogvoerende heersers in Madagaskar. De Malagassiërs kochten op hun beurt met Leeuwendaalders nieuwe wapens en scheepstuigage in de Amerikaanse koloniën. Daardoor kwamen leeuwendaalders in omloop als wettig betaalmiddel op Amerikaans grondgebied. Er zijn zelfs schuldbewijzen uitgegeven in Leeuwendaalders in New York.  De aanmaak van leeuwendaalders werd gestaakt in 1713.
De namen van de Bulgaarse lev en de Roemeense en Moldavische leu zijn afgeleid van de leeuwendaalder.